# Burmannia ledermannii
Burmannia ledermannii là một loài thực vật có hoa trong họ Burmanniaceae. Loài này được Jonker mô tả khoa học đầu tiên năm 1938.